# Генрі-Форк (Вірджинія)
Генрі-Форк (англ. Henry Fork) — переписна місцевість (CDP) в США, в окрузі Франклін штату Вірджинія. Населення — 1120 осіб (2020).

## Географія
Генрі-Форк розташоване за координатами 36°58′12″ пн. ш. 79°52′13″ зх. д. / 36.97000° пн. ш. 79.87028° зх. д. (36.970068, -79.870188).  За даними Бюро перепису населення США в 2010 році переписна місцевість мала площу 7,08 км², з яких 7,05 км² — суходіл та 0,02 км² — водойми.

## Демографія
Згідно з переписом 2010 року, у переписній місцевості мешкали 1234 особи в 483 домогосподарствах у складі 314 родин. Густота населення становила 174 особи/км².  Було 551 помешкання (78/км²).
Расовий склад населення:
| - 67,5 % — білих - 18,7 % — чорних або афроамериканців - 1,0 % — корінних американців - 0,1 % — азіатів - 9,2 % — осіб інших рас |

До двох чи більше рас належало 3,5 %. Частка іспаномовних становила 14,3 % від усіх жителів.
За віковим діапазоном населення розподілялося таким чином: 26,7 % — особи молодші 18 років, 60,1 % — особи у віці 18—64 років, 13,2 % — особи у віці 65 років та старші. Медіана віку мешканця становила 35,6 року. На 100 осіб жіночої статі у переписній місцевості припадало 103,3 чоловіків;  на 100 жінок у віці від 18 років та старших — 97,4 чоловіків також старших 18 років.
Середній дохід на одне домашнє господарство  становив 51 128 доларів США (медіана — 34 649), а середній дохід на одну сім'ю — 51 046 доларів (медіана — 40 663). Медіана доходів становила 53 500 доларів для чоловіків та 27 417 доларів для жінок. За межею бідності перебувало 29,9 % осіб, у тому числі 39,3 % дітей у віці до 18 років та 0,0 % осіб у віці 65 років та старших.
Цивільне працевлаштоване населення становило 587 осіб. Основні галузі зайнятості: освіта, охорона здоров'я та соціальна допомога — 30,3 %, виробництво — 28,6 %, будівництво — 19,3 %.